# Gunjavci
Gunjavci su naseljeno mjesto u Republici Hrvatskoj u općini Rešetari u Brodsko-posavskoj županiji.

## O naselju
U Gunjavcima se nalazi kapela Svetog Nikole koja pripada župi Mučeništva sv. Ivana Krstitelja iz Zapolja, te je dio Novogradiškog dekanata Požeške biskupije. U naselju djeluje NK Slavonac Gunjavci-Drežnik i Dobrovoljno vatrogasno društvo.

## Zemljopis
Gunjavci se nalaze istočno od Nove Gradiške, 6 km sjeveroistočno od Rešetara, susjedna naselja su Drežnik na sjeveru, Bukovica na zapadu, te Adžamovci i Brđani na jugu.

## Stanovništvo
Prema popisu stanovništva iz 2011. godine Gunjavci su imali 424 stanovnika. 
| broj stanovnika | 308   | 304   | 317   | 368   | 394   | 500   | 422   | 548   | 628   | 635   | 616   | 625   | 509   | 521   | 455   | 424   | 355   |
|                 | 1857. | 1869. | 1880. | 1890. | 1900. | 1910. | 1921. | 1931. | 1948. | 1953. | 1961. | 1971. | 1981. | 1991. | 2001. | 2011. | 2021. |

## Sport
- NK Slavonac Gunjavci-Drežnik